# Virtus Pallacanestro Bologna 1950-1951

## Roster
Virtus Bologna
- Gianfranco Bersani (capitano)
- Mario Bendandi
- Roberto Bonaga
- Sergio Ferriani
- Giorgio Lanzarini
- Carlo Negroni
- Luigi Rapini
- Rinaldo Rinaldi
- Dario Zucchi
- Dino Zucchi

## Staff Tecnico
- Allenatore:  Dino Fontana

## Risultati
- Serie A:  3ª classificata su 14 squadre (16 vittorie, 2 pareggi, 8 sconfitte)